# سیکلوهگزان‌دی‌متانول
سیکلوهگزان‌دی‌متانول (به انگلیسی: Cyclohexanedimethanol) با فرمول شیمیایی C۸H۱۶O۲ یک ترکیب شیمیایی با شناسه پاب‌کم ۷۷۳۵ است. که جرم مولی آن ۱۴۴٫۲۱ g/mol می‌باشد. شکل ظاهری این ترکیب، جامد مومی سفید است.